# Cyrtandra tenuipes
Cyrtandra tenuipes är en tvåhjärtbladig växtart som beskrevs av Elmer Drew Merrill. Cyrtandra tenuipes ingår i släktet Cyrtandra och familjen Gesneriaceae. Inga underarter finns listade i Catalogue of Life.